# 145 Adeona
145 Adeona (mednarodno ime je tudi 145 Adeona) je asteroid v glavnem asteroidnem pasu. Spada med asteroide tipa C. Pripada asteroidni družini Adeona, ki se po njem tudi imenuje.

## Odkritje
Adeono je odkril Christian Heinrich Friedrich Peters 3. junija 1875. Ime je dobil po Abeoni, zaščitnici otrok iz rimske mitologije.